# Joseph Juste Scaliger
Joseph Juste Scaliger o Joseph Justus Scaliger (Agen, 4 o 5 d'agost de 1540 - Leiden, 21 de gener de 1609), erudit francès, poliglota, realitzà la traducció i l'edició crítica de nombroses obres de la cultura grecollatina i fou un dels primers a establir una cronologia comparada per a totes les cultures de l'antiguitat.
Per l'edició de texts antics, per les anotacions, comentaris i crítiques, pels seus treballs matemàtics i astronòmics, Joseph Scaliger és considerat com una de les figures més rellevants de la vida intel·lectual del darrer terç del segle xvi.

## Biografia

### Família, joventut i estudis
Joseph Scaliger neix a Agen, municipi de la regió occitana de la Guiana, a la matinada del 5 d'agost de 1540. Els seus pares foren el metge i erudit Julius Caesar Scaliger, d'origen italià, i Andiette de Roques Lobejac, procedent d'una família prominent del país. Fou el desè fill i tercer xic d'una nombrosa família de quinze germans. El 1551, amb onze anys, és enviat a estudiar, juntament amb els seus germans Leonard i Jean Constant, a l'escola de Guiena de Burdeus, dirigida per Jean Gelida, on tingué com a professors a Marc Antoine Muret i George Buchanan.
Després de tres anys estudiant a Burdeus, en 1555, un brot pestífer obliga els germans Scaliger a tornar a Agen. Joseph es converteix en secretari de son pare i, aquest, li fa copiar els versos per ell compostos i, cada dia, l'obliga a escriure una declamació sobre un assumpte històric. Així anà perfeccionant l'ús del llatí. El tracte diari amb la professió del seu pare el porta a desenvolupar la seva afició per l'anatomia i botànica.
Poc després de morir son pare, a finals de 1558, Joseph es trasllada a París on romandrà quatre anys a la universitat. Comença amb l'estudi del grec amb Adrien Turnèbe, un dels màxims hel·lenistes del moment, però després d'uns mesos sense avançar en l'aprenentatge decideix aprendre el grec per si mateix, aconseguint un perfecte domini en dos anys. Seguidament, pel consell de l'orientalista Guillaume Postel, aprèn hebreu, àrab, fenici, etíop, siríac i persa, sense l'ajuda de cap professor. Del seu pas per París, fou l'hel·lenista Jean Dorat el professor que més el va influenciar.
En 1562, amb l'ajut de dos eminents pastors protestants, Pierre Viret i Antoine de Chandieu, abraça la reforma, que exterioritzarà en els anys següents, durant els seus viatges.

### Amic i company de Louis de Chasteigner

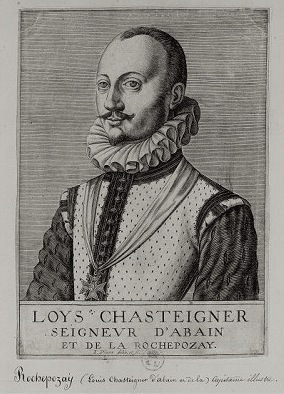
Louis de Chasteigner, baró de Preuilly, senyor de la Roche-Posay i d'Abain.

L'any 1563, mitjançant la intervenció de Jean Dorat, entra en contacte amb Louis de Chasteigner de la Roche-Posay, ambaixador de França a Roma, en qualitat de company de viatge, secretari i preceptor dels seus fills, però sense unes funcions concretes i amb molta llibertat d'acció. En aquesta companyia visita Roma, on es retroba amb el seu antic professor Antoine Muret, qui el posa en contacte amb erudits romans. Des de Roma realitza diversos viatges per Itàlia, entre altres llocs, a Verona, pretès bressol de la seva família, i els aprofita també per a recollir un gran nombre d'inscripcions llatines. També visiten, entre 1564 i 1565, Anglaterra i Escòcia. Després recorren, durant tres anys, les distintes possessions dels Chasteigner a França. D'aquests anys és la seva primera edició De lingua latina (1565) de Marc Terenci Varró. Participa, en el bàndol hugonot, en la segona i la tercera —1567-1568 i 1569-1570, respectivament— de les guerres de religió a França.
Cansat de les lluites civils a França es retira l'any 1570 a Valença invitat pel professor de dret i eminent jurista Jacques Cujas. Allà roman tres anys estudiant jurisprudència i compartint estudis filològics amb el mateix Cujas. Allà coneix a l'historiador i polític Jacques-Auguste de Thou i a Jean de Monluc, bisbe de la ciutat. Mitjançant la recomanació de Cujas fou nomenat, en 1572, secretari de Jean de Monluc per a acompanyar-lo en una missió diplomàtica per a aconseguir l'elecció del duc d'Anjou, futur Enric III de França, com a rei de Polònia. Abans de sortir cap a Polònia fa un viatge ràpid a Agen per a preparar l'edició dels Appendix atribuïts a Virgili i, després, es trasllada a Estrasburg per a esperar el bisbe. Mentre espera la seva arribada s'assabenta de la Massacre del dia de Sant Bartomeu i decideix refugiar-se a Ginebra.
Arribat a Ginebra a l'agost de 1572, la universitat li ofereix una càtedra de filosofia: explica l'Organon d'Aristòtil i el De finibus bonorum et malorum de Ciceró. No obstant això, no li agrada donar classes i li molesta la insistència dels predicadors fanàtics en una universitat centrada en la teologia i, així, decideix tornar a França. De tota manera, el període ginebrí fou fructífer i en aquesta ciutat acaba les Ausonianarum lectionum i realitza la major part de l'edició crítica de l'obra De verborum significatione de Marc Verri Flac i Sext Pompeu Fest.
El 1574 torna amb el seu company Louis de Chasteigner a la Roche-Posay, a prop de Tours. Es mou per les diverses possessions de la família Chasteigner en el Poitou i el Llemosí, o viatja pel sud de França, gràcies a la independència econòmica aconseguida per l'herència familiar, seguint els esdeveniments de les guerres de religió i, de vegades, intervé com a guàrdia o participa en alguna expedició militar. Tot i les dificultats per accedir a una biblioteca en condicions i en un ambient poc propici a l'estudi i la investigació, Joseph Scaliger segueix preparant i publicant edicions crítiques de clàssics grecollatins, entre d'altres, la poètica de Catul, Tibul i Properci i, també, un manual de cirurgia d'Hipòcrates en el qual col·labora el metge François de Saint-Vertunien, amb qui mantindrà una forta amistat i el qual anirà recollint materials diversos, orals i escrits, relatius a Scaliger i molts anys més tard, el 1669, els publicarà sota el títol de Prima Scaligerana.
Després de l'edició d'un poema de Marc Manili, el 1579, sobre astronomia i cosmologia, comença a preparar la seva obra més important, un tractat sobre cronologia comparada, De emendatione temporum (1583), que assoleix un gran ressò, fou reeditat i completat diverses vegades pel mateix autor i, les seves dades, disputaran les conclusions del calendari gregorià establit l'any anterior al món catòlic.

### Leiden, entre l'exili i el reconeixement

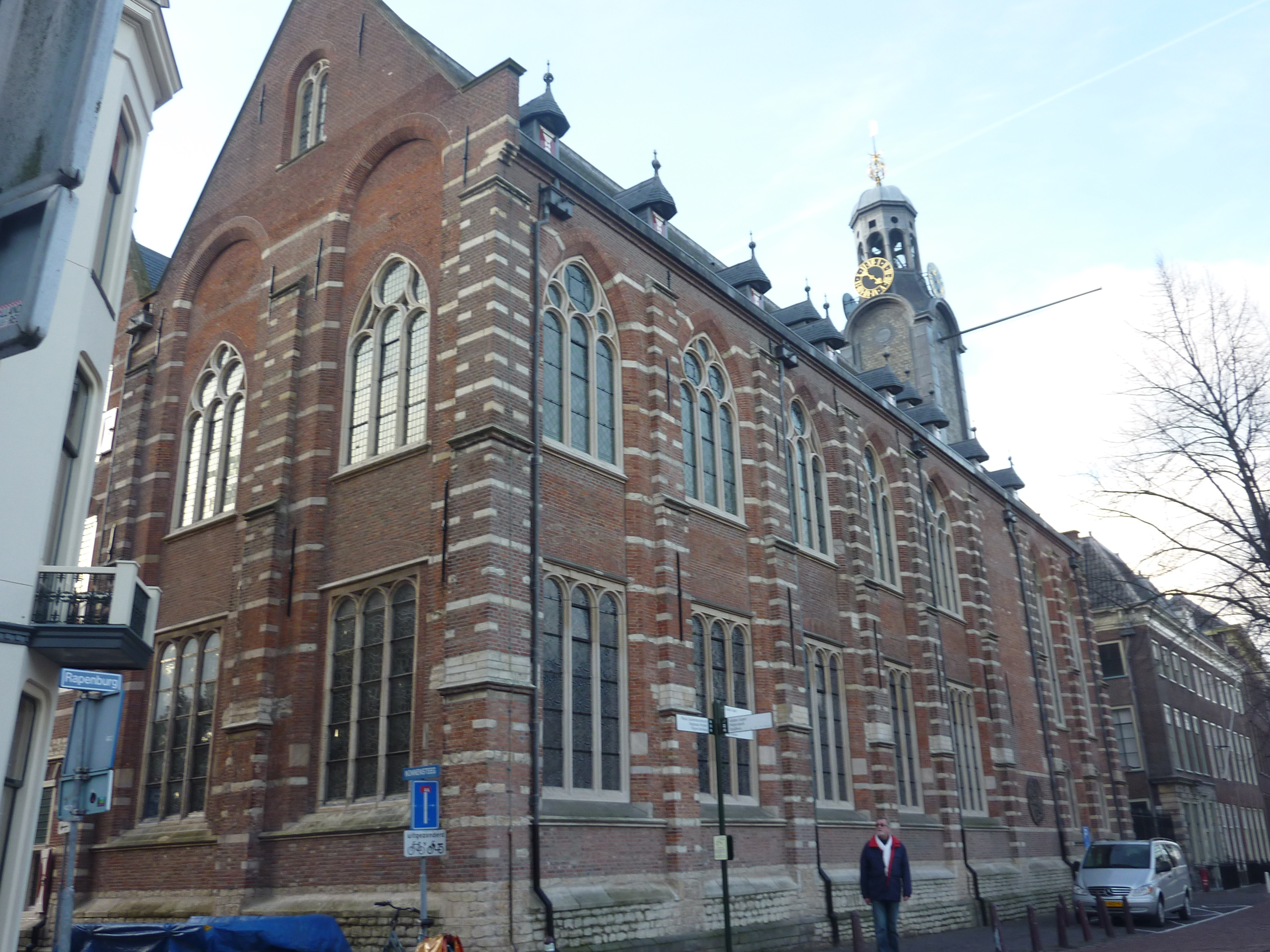
Edifici de l'Acadèmia en Rapenburg (Universitat de Leiden).

Justus Lipsius, el 1590, deixa la càtedra d'Història Romana i Antiguitats de la Universitat de Leiden que havia ocupat durant dotze anys, per a reconciliar-se amb l'església catòlica. Amb aquesta deserció, els Estats Generals dels Països Baixos pensen en Josep Scaliger per a substituir-lo i, a finals de 1591, li ho comuniquen al rei de França perquè ho autoritze. Per aquell temps se li ofereix ésser preceptor d'Enric II, príncep de Condé, pertanyent a una de les més prominents famílies nobiliàries franceses. Tot i que refusa les dues ofertes, a poc a poc canvia de parer respecte a Leiden i, a finals de 1593, després d'haver acceptat pertànyer a la universitat, arriba a les Províncies Unides.
Les condicions que li ofereixen a Scaliger per a integrar-se a la universitat són generoses: queda exempt d'assistir a càtedra, està obligat a residir a Leiden i a publicar a les Províncies Unides, tant la reedició del que ja havia publicat abans com l'edició de les seves obres futures, percebent un bon sou. L'ambient també li és favorable i, així, des d'aquesta posició privilegiada governa el món literari i erudit de les terres neerlandeses, es rodeja d'alguns amics com Janus Dousa i els seus fills Janus i Franciscus i forma un grup de deixebles, entre els quals destaquen Hugo Grotius, en el seu curt període d'estudiant a la universitat, i Daniel Heinsius, qui acaba convertint-se en el seu amic més íntim, el qual editarà quan mor Scaliger la seva obra inèdita.
De tota manera, al febrer de 1597, en una carta enviada a Isaac Casaubon, amb qui mantenia una relació epistolar des de 1594, li comenta el seu sentiment d'exiliat després de tres anys vivint a Leiden, quan diu:
| « | Nam quid de illo homine judicare debes, qui in Nitiobrigidus praedia sua habet, in Turonibus libros, in Batavis larem?. | » |

| « | De fet, què has de jutjar d'un home, si en Agen estan les seves terres, en la Turena els seus llibres i en els Països Baixos sa casa?. | » |

En aquest període Josep Scaliger treballa en diverses obres al mateix temps. Retoca i amplia el seu De emendatione temporum, anota l'Oneirocriticon d'Astrampsicus, prepara una obra sobre el llinatge de la seva família, una edició de la Crónica d'Eusebi de Cesarea, una traducció llatina dels epigrames d'Agàties, les traduccions al grec de les Sententiae de Publili Sirus i de les Disticha de moribus ad filium de Dionisi Cató, una altra traducció llatina de l'Alexandra de Licòfron i col·labora amb Jan Gruter en la preparació de les Inscriptiones antiquae totius orbis Romani.
L'arrogància i el sarcasme que utilitza per a defensar-se dels seus adversaris li crea molts enemics, i la publicació en 1594 d'un llibre sobre el seu llinatge on defensa ésser descendent directe dels prínceps de Verona, serveix els seus contrincants per atacar-lo i intentar deixar-lo en ridícul. Mor a Leiden el 21 de gener de 1609, cinc mesos després d'haver contestat a Caspar Schoppe, qui atacava els seus pretesos orígens familiars.
La seva rellevància queda palesa amb les diverses oracions fúnebres que es van compondre i publicar, al poc de morir, com la del seu deixeble i amic, Daniel Heinsius, o del seu company en la Universitat de Leiden, Dominique Baudius. O per l'interès a publicar, seixanta anys després de la seva mort, dos reculls de converses i altres escrits, recopilats pels seus amics François de Saint-Vertunien i Jean de Vassan, que es coneixen com a Scaligerana.

## Obra
De les diferents categories en què es pot englobar l'obra de Joseph Scaliger —el qual en totes les publicacions afegeix al seu nom la condició de fill de Julius Caesar, palesant l'admiració pel seu pare; excepte en unes poques ocasions en què utilitza els pseudònims Yvo Villiomarus, Nicolaus Vincentius i Janus Rutgersius—, destaquen dues: l'edició científica o crítica textual del món grecollatí, amb edicions que han estat seguides i estudiades pels filòlegs de generacions posteriors; i els seus estudis sobre la cronologia, que van des de l'edició de l'Astronomicon de Marc Manili, passant pel seu De emendatione temporum, i culminant amb l'edició de la Crònica d'Eusebi de Cesarea, que sobresurt de l'àmbit filològic per a significar el començament de la comprensió moderna de la relació entre els nombrosos calendaris del món antic.
En els seus treballs investiga sistemes antics de determinació d’èpoques, calendaris i càlculs del temps aplicant l'obra de Nicolau Copèrnic i d'altres científics moderns, revela els principis darrere d'aquests sistemes.va revolucionar les idees percebudes de la cronologia antiga demostrant que la història antiga no es limita a la dels grecs i els romans, sinó que també comprèn la de els perses, els babilonis i els egipcis, fins llavors descuidats, i el dels jueus, fins llavors tractats a part; i que les narracions històriques i els fragments de cadascun d'aquests, i els seus diversos sistemes de cronologia, s'havien de comparar críticament, distingint-lo dels estudiosos contemporanis, que no van apreciar la seva innovació.

### Edicions i/o traduccions

#### Clàssics llatins

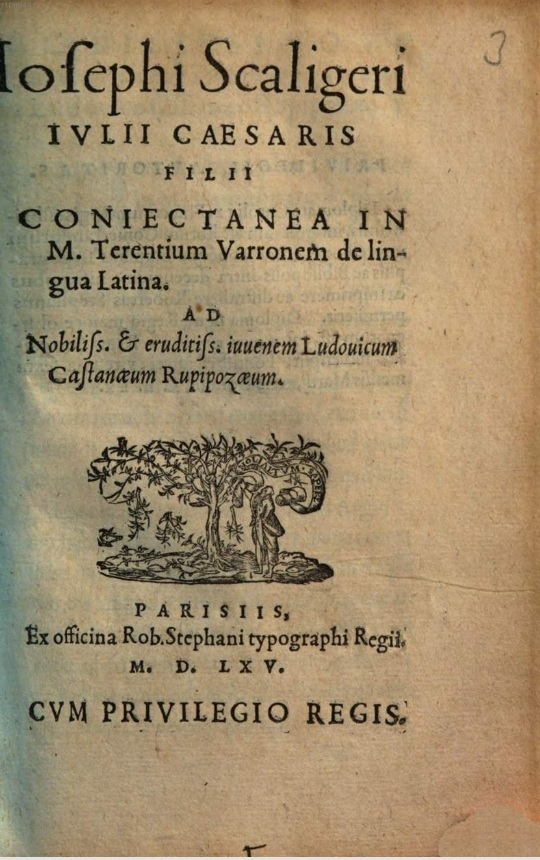
De lingua latina (1565) de Varró.

- De lingua latina (1565) de Marc Terenci Varró.[34]
- Appendix (1572), atribuït a Virgili.[35]
- De re rustica (1573) de Marc Terenci Varró.[36]
- De verborum significatione (1576) de Marc Verri Flac i Sext Pompeu Fest.[37]
- Poesies de Catul, Tibul i Properci (1577).[38]
- Astronomicon (1579) de Marc Manili.[39]
- Notae in Eclogam ad Pisonem, incloses a De Bello civili, vel Pharsaliae (1589) de Marc Anneu Lucà.[40]
- Sententiae de Publili Sirus i Disticha de Dionisi Cató (1598).[41][42][43]
- De versibus Ennii et aliorum a Gaza conversis in libro Ciceronis de Senectute (1605).[42]
- Florilegium Epigrammatum (1607) de Marc Valeri Marcial.[44] Editats i traduïts al grec.[43]
- Tragoediae (1611) de Sèneca.[45]
- Poemata selecta Virgilii, Horatii, Catulli, Tibulli, Propertii, et aliorum (1615).[43]

#### Clàssics grecs
- Alexandra (1566) de Licòfron, en col·laboració amb Willem Canter.[46]
- In Homeri vitam ex Herodoto notae i In Matronis parodiarum fragmentum notae, notes incloses a Homeri et Hesiodi certamen (1573).[47]
- In Empedoclis et aliorum carmina notae, notes incloses a Poesis philosophica (1573).[48]
- Àiax (1573) de Sòfocles.[49]
- De capitis vulneribus (1578) d'Hipòcrates.[50]
- Agathiae Epigrammata traduïts al llatí en col·laboració amb Johan van der Does, i inclosos en  De imperio et de rebus gestis Iustiniani d'Agàties (1594).[51]
- Astrampsychi oneirocriticon à Jos. Scaligero digestum & castigatum. Græce et latine, inclòs a Oracula metrica (1599).[42][52]

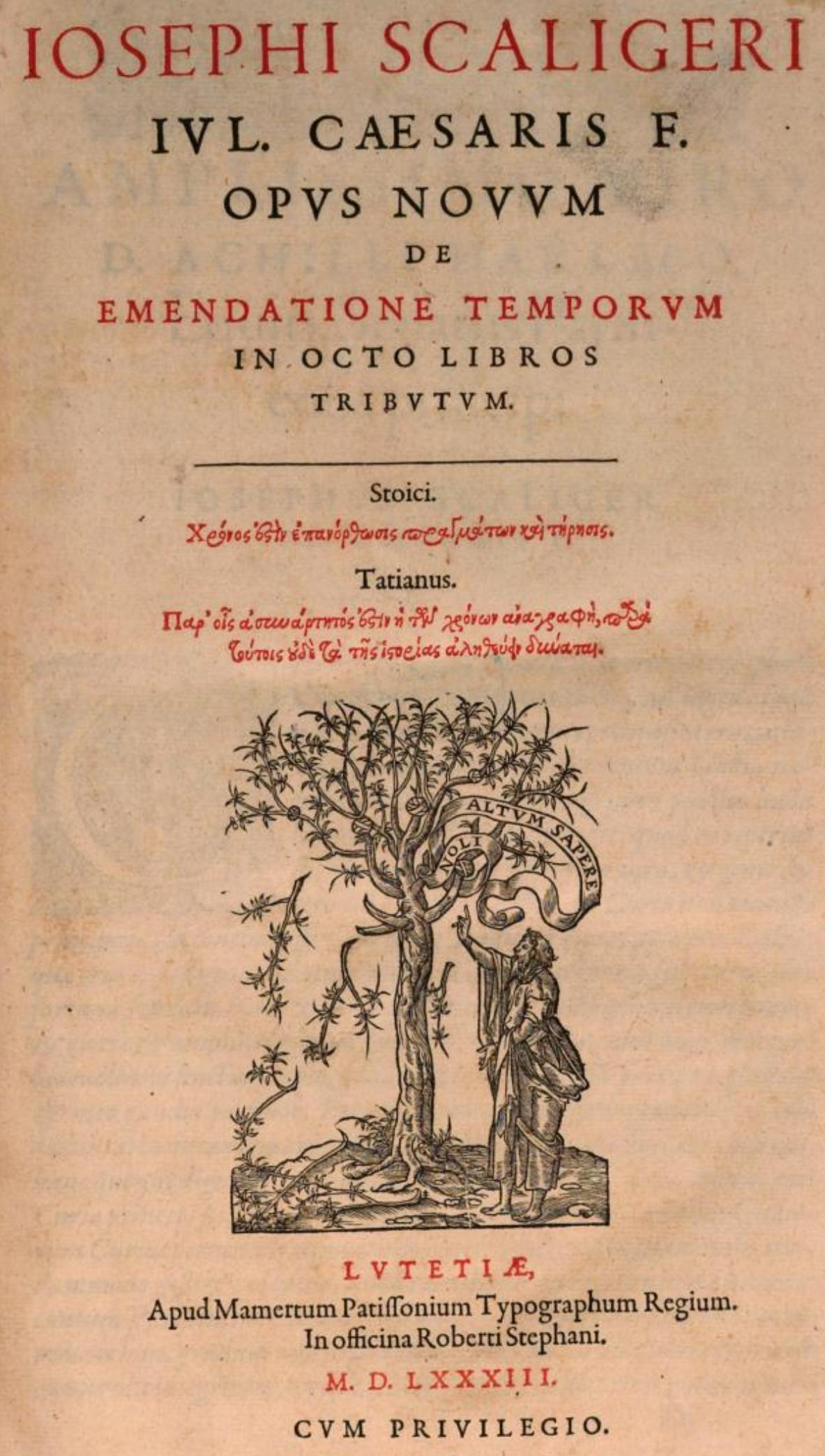
De emendatione temporum (1583).

- Στρωματεύς παροιμιών έμμετρος [Strōmateus paroimiōn emmetrōn] = Stromateus proverbiorum graecorum (1600).[42][53][54]
- Thesaurus temporum (1606) d'Eusebi de Cesarea.[55]
- Coniectanea, inclosa en Animadversionum liber in Nonni Dionysiaca (1610).[56]
- Orphei poetae vetustissimo initia sive hymni sacri ad musaeum, versibus antiquis latine expressi (1610).[57]
- Selecta epigrammata e graecorum florilegio (1610).[57]
- Carmina nonnulla Theognidis et aliorum (1615).[58]

#### Clàssics àrabs
- Proverbiorum Arabicorum centuriae duae (1614).[59]

### Història i ciències afins
- Ausonianarum lectionum (1574).[60]
- Epistola adversus barbarum, ineptum et indoctum poema Insulani, patroniclientis Lucani (1582).[61]
- De emendatione temporum (1583).[62]
- Epistola de vetustate et Splendore gentis Scaligerae (1594).[63]
- Hippolyti Episcopi Canon Paschalis.[64]
- Elenchus utriusque Orationis chronologicae Davidis Parei (1607).[65]
- Diatriba de decimis in lege Dei (1610).[57]
- Notitia gallicae item, super appellationibus locorum aliquoset gentium apud Caesarem eiusdem notae (1610).[57]
- De Thesi quadam chronologica, iudicium (1610).[57]
- Expositio numismatis argentei Constantini Imp. Byzantini (1610).[57]
- Discours sur quelques particularitez de la milice romaine (1610).[57]
- De re nummaria antiquorum dissertatio (1616).[66]

### Matemàtiques

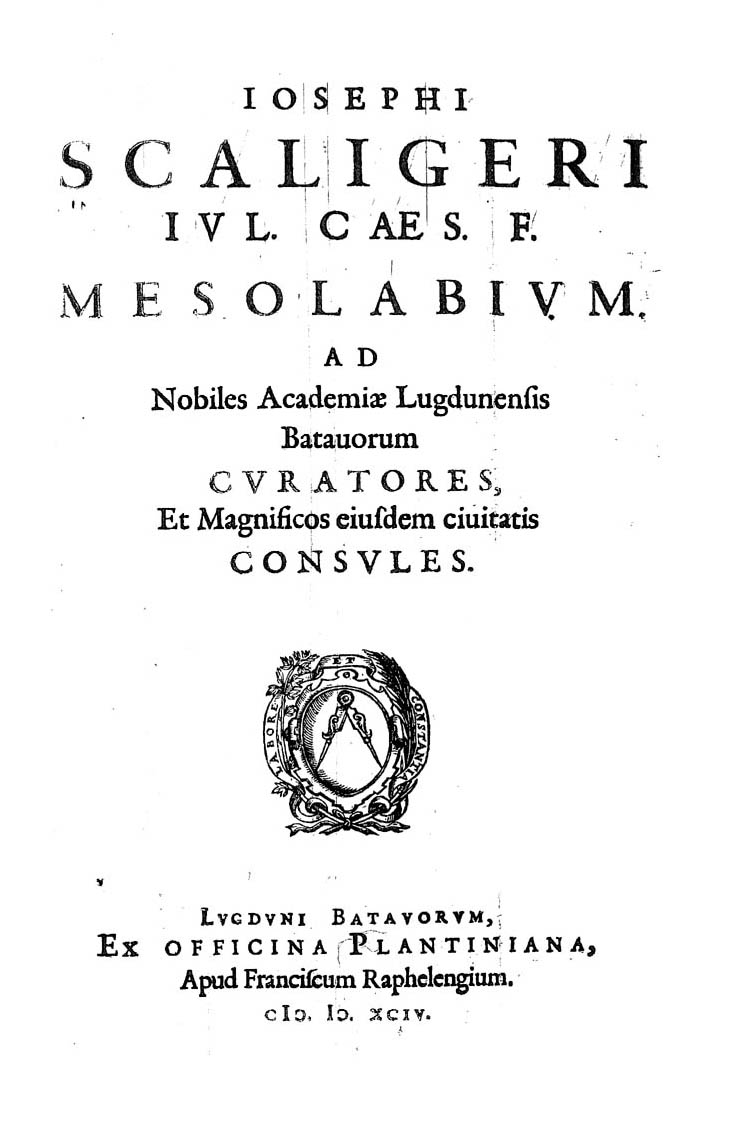
Mesolabium (1594).

- Ciclometrica elementa duo (1592?, 1594).[67]
- Appendix ad Cyclometrica (1594).[68]
- Mesolabium (1594).[69]
- De aequinoctiorum anticipatione diatriba (1613).[70]

### Literatura
- Animadversiones in Melchioris Guilandini commentarium in tria C. Plinii de Papyro capita libri XIII' (1610).[57]
- Diatribae De Europaeorum linguis, item De hodiernis Francorum, nec non De varia literaturam aliquot pronuntiatione (1610).[57]
- In Q. Annaei Senecae Tragoedias animadversiones (1610).[57]
- Asinii Cornelii Galli elegia et Epigrammata cum animadversiones (1610).[57]
- Quaedam in Cyplopem Euripidis carptim animadversa (1610).[57]
- De arte critica diatriba (1619).[71]
- Loci cuiusdam Galeni difficillimi explicatio doctissima (1619).[72]

### Poesia
- Epicedium in obitum Iani Dousae filii (1598).[73]
- In Claudii Puteani V. C. et senatoris parisiensis mortem, carmen (1605).[42]
- In Christophori Thuani V. C. et parisiensis senatus quondam principis amplissimi obitum, elegia (1605).[42]
- In Ioannis Thuani, regis consiliarii et libellurum supplicum in regia magistri obitum, elegia (1605).[42]
- Epicedia in obitum clarissimi & summi viri Justi Lipsii (1607).[74]
- In Aeschyli Prometheum a Q. S. Fl. Christiano conversum (1610).[57]
- Poemata quaedam et epigrammata (1610).[57]

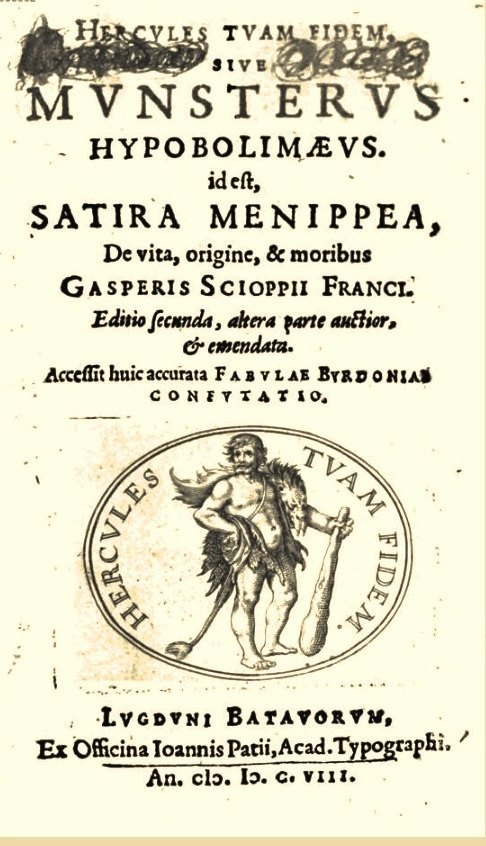
Hypobolimaeus (1608).

- Silva variarum carminum (1615).[54]
- Encomia librorum (1615).[54]
- Funebria (1615).[54]
- Iambi gnomici (1615).[54]

### Escrits polèmics
- Epistola ad Stephanum Naudinum Bersuriensem (1578).[75]
- In locos controversos Roberto Titii (1586).[76]
- Epistola in Fabium Paulinum (1587).[77]
- Elenchus Trihaersii Nicolai Serarii; ejus in ipsum Scaligerum animadversiones confutatae; ejusdem delirium fanaticum et impudentissimum mendacium, quo Essenos monachos christianos fuisse contendit, validissimis argumentis elusum (1605).[78] Contestació a l'atac de Nicolaus Serarius en el Trihaeresium (1604), a la qualificació intel·lectual de Scaliger.[79]
- Confutatio stultissimae Burdonum fabulae autore I.R. Batavo, juris studioso (1608).[80] En contestació a l'atac de Caspar Schoppe, en l'Scaliger Hypobolimaeus (1607), contra l'Epistola de vetustate et Splendore gentis Scaligerae.[81]

### Epistolari
- Epistolae XLIII, ad diversos (1610).[57]
- Letres touchant l'explication de quelques medailles (1610).[57]
- Epistolae omnes (1627).[82]
- Lettres françaises inédites (1879).[83]
- The Correspondence of Joseph Justus Scaliger (2012).[84] 1669 cartes enviades per Scaliger o rebudes per ell.

### Miscel·lània
- Opuscula diversa graeca et latina (1605).[85]
- Opuscula varia (1610).[86]
- Poemata omnia (1615), amb tres parts: la primera amb obra pròpia, la segona, amb poemes de poetes llatins traduïts al grec, i la tercera, amb poemes de poetes grecs traduïts al llatí.[87]
- Scaligerana. Recull de converses i altres materials relatius a Scaliger, publicades en dues parts: Prima Scaligerana (per a materials compresos entre 1574 i 1596) i Secunda Scaligerana (entre 1604 i 1606).[26][88][89][90]

### Altres
- Discours de la junction des mers, du dessechement des marais et la reparation des rivieres, pour les rendre navigables (1610).[57]